# Pycnopogon apicalis
Pycnopogon apicalis är en tvåvingeart som beskrevs av Matsumura 1916. Pycnopogon apicalis ingår i släktet Pycnopogon och familjen rovflugor. Inga underarter finns listade i Catalogue of Life.